# Lussac-les-Églises
Lussac-les-Églises é uma comuna francesa na região administrativa da Nova Aquitânia, no departamento de Alto Vienne. Estende-se por uma área de 41,02 km². Em 2010 a comuna tinha 513 habitantes (densidade: 12,5 hab./km²).